# Michael Storm
Michael Storm (n. 22 august 1959, Virginia, SUA) este un sportiv ce a reprezentat Statele Unite ale Americii, medaliat olimpic. A participat la o ediție a Jocurilor Olimpice (1984) în care a câștigat o medalie de argint.

## Participări
Lista de mai jos prezintă principalele competiții la care a participat Michael Storm de-a lungul carierei.
- modern pentathlon at the 1984 Summer Olympics[*]